# Брандолини д’Адда, Бьянка
Донна Бьянка Брандолини д’Адда деи конти ди Вальмарено (англ. Bianca Brandolini d'Adda; род. 25 июня 1987) — итальянская модель, актриса и светская львица.

## Ранняя жизнь и семья
Бьянка Брандолини д’Адда родилась 25 июня 1987 года в Париже, Франция, в старинной венецианской аристократической семье. Её отец — Родриго Тиберто Брандолини д’Адда, граф Вальмарено (род. 1948), а мать — принцесса Джорджина Мария Нативидад де Фосиньи-Люсинье и Колиньи (род. 1949), франко-бразильская модель, работавшая у Валентино в качестве художественной музы . Через своего отца она является потомком императрицы Священной Римской империи Марии Терезии. У Бьянки неё есть старшая сестра, Коко Брандолини д’Адда. Два родовых дворца её семьи, Палаццо Брандолин Рота и Палаццо Морозини Брандолин, расположены на Гранд-канале . Её бабушкой по отцовской линии была графиня Кристиана Брандолини д’Адда (урожденная Аньелли) (род. 1927), сестра председателя Фиата Джанни Аньелли и дочь Эдоардо Аньелли (1892—1935) и Вирджинии Бурбон дель Монте (1899—1945), дочери Карло Бурбона дель Монте, принца Сан-Фаустино. Её дедом по материнской линии был французский аристократ, принц Жан-Луи де Фосиньи-Люсэнж (1904-?) и её бабушкой по материнской линии была Сильвия Режис де Оливейра (1909—1970), единственная дочь Рауля Режиса де Оливейры, бразильского дипломата, который служил в послом Бразилии в Великобритании с 1925 по 1939 год.
Бьянка выросла между Парижем, Венецией и Рио-де-Жанейро и получила образование в Институте Марэ-Шарлемань Поллес. Она продолжала изучать театр в студии Пигмалиона в Париже. В 2005 году она была представлена обществу на балу дебютанток в парижском отеле «Крийон». Её сопровождал Антуан де Таверно, и она была одета в черно-белое платье от Валентино. Она была выбрана, чтобы открыть первый вальс на балу в Крийоне с принцем Шарлем Филиппом, герцогом Анжуйским.

## Карьера
В 2009 году Брандолини д’Адда дебютировала в телефильме «Айша» режиссёра Ямины Бенгиги . Она была представителем Dolce & Gabbana, став лицом их модного бренда в 2012 году. Вместе с Алексией Недзельски она разработала линию женских купальных костюмов для модного бренда Оскара Метсаваха Osklen. В 2014 году она сотрудничала с Анджело Руджери, директором Sergio Rossi, над коллекцией женской обуви.

## Личная жизнь
У Бьянки Брандолини д’Адда был роман с наследником семьи Аньелли, бизнесменом и филантропом Лапо Элканном (род. 1977) . В какой-то момент пара была помолвлена, но позже разорвала отношения.